# سایم داربی
سایم داربی (به انگلیسی: Sime Darby) شرکت خوشه‌ای مالزیایی است، که در زمینه کشاورزی، توسعه املاک و مستغلات، صنعت خودروسازی و تجارت کالا فعالیت می‌کند.
شرکت سایم داربی در سال ۱۹۱۰ توسط کارآفرین اسکاتلندی؛ هنری داربی و بانکدار بریتانیایی؛ ویلیام سایم در شمال مالزی تأسیس شد. فرم کنونی این شرکت حاصل ادغام ۳ شرکت بزرگ در ماه ژانویه سال ۲۰۰۷ می‌باشد.
دفتر مرکزی این شرکت در شهر کوالالامپور قرار دارد و بخشی از سهام آن در بازار بورس مالزی معامله می‌شود.
شرکت سایم داربی هم‌اکنون دارای بیش از ۵۰۰ هزار هکتار مزرعه نخل روغنی در مالزی، اندونزی و لیبریا است، همچنین دارای پروژه‌های ساخت‌وساز و توسعه املاک و مستغلات در ۸ کشور می‌باشد. این شرکت نمایندگی انحصاری فروش محصولات کاترپیلار را در ۱۰ کشور آسیایی، همچنین انحصار واردات و فروش برندهای ب‌ام‌و، رولز-رویس موتور کارز، مینی، پورشه، آلفا رومئو، فورد، لندرور و مونتاژ خودروهای هیوندای موتور در مالزی و اندونزی را نیز در اختیار دارد.